# アテナ・チュー
アテナ・チュー（朱茵、Athena Chu、1971年10月25日 - ）は、香港の女性歌手、女優。祖籍（本貫）は広東順徳。身長 153 cm。香港演芸学院ドラマ部卒業。

## 出演作品

### テレビドラマ （TVB）
- 1993年：『都市的童話』 - 丁噹 役
- 1993年：『原振俠』 - 雲彩 役
- 1993年：『龍兄鼠弟/追日者』 - 孫皓皓 役
- 1993年：『少年五虎』 - 楊雪麗 役
- 1994年：『射鵰英雄傳』 - 黄蓉 役
- 1996年：『廉政行動組』 - 趙詠児 役
- 2003年：『金城武のカラーオブアモール』 - Athena 役

### テレビドラマ （ATV）
- 2008年：『中環風雲』

### テレビドラマ （その他）
- 1996年：『蒼天有涙』（台湾） - 瀟雨鵑 役
- 1999年：『新・少林寺』（中国） - 浩泰公主 役
- 2000年：『ハッピー・ファミリー』（中国） - スージー 役
- 2000年：『小寶與康熙』（中国） - 阿珂和陳円円 役
- 2000年：『如來神掌』（台湾） - 屠雪華、孫碧雲、孫金鈴 役
- 2001年：『蕭十一郎』（中国） - 沈璧君 役
- 2003年：『男女字典』（Now.com.hkウェブドラマ） - Kelly 役
- 2003年：『驚心動魄 2003 SARS』（中国） - 劉雅柔 役
- 2006年：『逐日英雄』（中国） - 白玫 役
- 2007年：『雪山飛狐』（中国） - 袁紫衣 役
- 2007年：『暴雨梨花』（中国） - 陸華濃 役
- 2008年：『華麗冒険』（中国） - Amy 役
- 2008年：『一千滴眼涙』（中国） - 沈欣宜 役
- 2011年：『大唐双龍伝』（中国） - 傅君婥 / 傅君瑜 役

### 映画
- 1989年：『七月俏佳人』 - 青青 役
- 1992年：『ファイト・バック・トゥ・スクール2』 - サンディ 役
- 1992年：『スクールストライキ』（『逃學外傳』） - 黎文詩 役
- 1992年：『超级女警』 - Yoki 役
- 1993年：『プロジェクトS』 - メイ 役
- 1993年：『一屋哨牙鬼/小心黑夜』 - 朱里美 役
- 1993年：『タクシーハンター』（『的士判官』） - 阿茵 役
- 1993年：『風塵三俠』 - 阿珠 役
- 1994年：『先洗未來錢』 - 李麗莉 役
- 1994年：『燈籠』 - 阿芳 役
- 1994年：『笑林老祖』 - 林雅 役
- 1995年：『チャイニーズ・オデッセイ Part1 月光の恋』 - 紫霞仙子/青霞仙子 役
- 1995年：『チャイニーズ・オデッセイ Part2 永遠の恋』 - 紫霞仙子/青霞仙子 役
- 1995年：『トラブルメーカー』 - 盲女 役
- 1995年：『那有一天不想你』 - 徐靜 役
- 1995年：『黒影 ブラック・シャドウ』 - 金蘭 役
- 1996年：『金城武のピックアップアーティスト』 - 阿音 役
- 1997年：『千面嬌娃』 - 王雪莉 役
- 1997年：『天才與白痴』 - 雯雯 役
- 1998年：『新・ドラゴン危機一発』 - シン（小倩） 役
- 1998年：『ゴッド・ギャンブラー 賭侠復活』 - 晴晴 役
- 1998年：『エクソシスト 最後の霊戦』
- 1998年：『餌食』 - ポー・ワン（寶文） 役
- 1998年：『愛在娛樂圈的日子』 - 如意 役
- 1998年：『對不起隊林你／對不起，幹掉你』 - Jenny 役
- 1999年：『生人勿近之問米/恐怖王』 - JoJo 役
- 1999年：『生命楂Fit人』 - 方希彤 役
- 1999年：『強姦終極篇之最後羔羊』 - 寶文 役
- 2000年：『ゴッド・ギャンブラー 東京極道賭博』 - 可人 / 伊人 役
- 2000年：『緣份有Take 2』 - Emma 役
- 2001年：『有人說愛我』 - 阿珍 役
- 2001年：『驚天大逃亡』 - 金蘭 役
- 2002年：『二人三足』 - Cindy 役
- 2002年：『天下無双』 - 情比金堅（ゲスト） 役
- 2003年：『カルマ -震える記憶-』（『心寒』） - サミー（莫心怡） 役
- 2004年：『インファナル・アンフェア 無間笑』 - 朱茵（ゲスト） 役
- 2004年：『性感都市セックス&ビューティーズ』 - 関徳嫻 役
- 2007年：『性工作者十日談』 - 嘉嘉 役

### 司会
- 閃電伝真機（TVB）
- 広告頒奨2007

## 音楽作品
1. 『修正液』
2. 『糖果』
3. 『逃兵』
4. 『想見他』
5. 『踢踢踏』
6. 『洗髮精』
7. 『鬧鐘』
8. 『魔鏡』
9. 『某種感覺』
10. 『愛上癮』
11. 『終於』
12. 『玻璃』
13. 『纏住纏綿』
14. 『刮鬍刀』
15. 『客廳』
16. 『追夢-朱茵』